# Lijst van heersers over Egypte
Dit is een lijst van heersers over Egypte.

## Byzantijnse Tijd
324-619 n.Chr. Zie de lijst van Byzantijnse keizers en de Lijst van Romeinse gouverneurs van Egypte.

### Perzische tijd
619-628
- Khusro II

### Heroverd door Byzantium
628-642
- Heraclius

## Arabische tijd
| 642-656 - Omar ibn al-Chattab 642-644 - Oethman ibn Affan 644-656 - Ali ibn Aboe Talib 656-661 661-750 - Moe'awija ibn Abu Sufyan 661-680 - Yazid ibn Muawiyah ibn Abu Sufyan 680-683 - Muawiya II ibn Yazid 683-684 - Marwan I ibn Hakam 684-685 - Abd al-Malik ibn Marwan 685-705 - Al-Walid ibn Abd al-Malik 705-715 - Suleiman ibn Abd al-Malik 715-717 - Omar II ibn Abd al-Aziz 717-720 - Yazid II ibn Abd al-Malik 720-724 - Hisham ibn Abd al-Malik 724-743 - al-Walid II ibn Yazid II 743-744 - Yazid III ibn al-Walid 744 - Ibrahim ibn al-Walid 744 - Marwan II ibn Muhammad 744-750 |  | 750-969 - Abu-Abbas Al-Saffah 750-754 - Abu Ja'far Abdallah ibn Muhammad al-Mansur 754-775 - Muhammad bin Abdullah al-Mahdi 775-785 - Al-Hadi 785-786 - Haroen ar-Rashid 786-809 - Al-Amin 809-813 - Abu Jafar al-Ma'mun ibn Harun 813-833 - Al-Mu'tasim 833-842 - Al-Wathiq 842-847 - Al-Moetawakkil 847-861 - Al-Muntasir 861-862 - Al-Musta'in 862-866 - Al-Mu'tazz 866-869 - Al-Muhtadi 869-870 - Al-Mu'tamid 870-892 - Al-Mu'tadid 892-902 - Al-Muktafi 902-908 - Al-Muqtadir 908-932 - Al-Qahir 932-934 - Ar-Radi 934-940 - Al-Muttaqi 940-944 - Al-Mustakfi 944-946 - Al-Muti 946-969 |  | 969-1171 - Ma'ad al-Muizz Li-Deenillah 969-975 - Abu Mansoor Nizar al-Aziz Billah 975-996 - Husayn al-Hakim Bi-Amrillah 996-1021 - Ali az-Zahir 1021-1035 - Ma'ad al-Mustansir Billah 1035-1094 - al-Musta'li 1094-1101 - al-Amir Bi-Ahkamillah 1101-1130 - al-Hafiz 1130-1149 - az-Zafir 1149-1154 - al-Faiz 1154-1160 - al-Adid 1160-1171 1171-1254 - Saladin (1171-1193) - Al-Aziz (1193-1198) - Al-Mansur (1198-1200) - Al-Adil I (1200-1218) - Al-Kamil (1218-1238) - Al-Adil II (1238-1240) - As-Salih Ayyub (1240-1249) - Turanshah (1249-1250) - Al-Ashraf II (1250-1254) (enkel heerser in naam) |

## Turkse tijd
| 1250-1382 - Ezz Eddin Aybak (1250-1257) - Nur Eddin ben Aybak (1257-1259) - Muzafar Seif Eddin Qutuz (1259-1260) - al-Malik al-Zahir Rukn al-Din Baibars al-Bunduqdari (1260-1277) - Said Nasser Eddin Baraka (1277-1279) - Adel Badr Eddin Salamish (1279) - Mansour Seif Eddin Qalawoon (1279-1290) - Ashraf Salah Eddin Khalil (1290-1293) - Nasser Mohamed Ben Qalawoon (1293-1294) - Adel Zeen Eddin Katubgha (1294-1296) - Mansour Hossam Eddin Lagin (1297-1299) - Nasser Mohamed Ben Qalawoon(1299-1309) - Muzafar Rukn Eddin Bybars (1309) - Nasser Mohamed Ben Qalawoon (1309-1341) - Mansour Seif Eddin Ben Mohamed (1341) - Ashraf Alladin Ben Mohamed (1341-1342) - Nasser Shahab El-Dein Ben Mohamed (1342) - Saleh Emad Eddin Ben Mohamed (1342-1345) - Kamil Seif Eddin Ben Mohamed (1345-1346) - Muzafar Zein Eddin Ben Mohamed (1346-1347) - Nasser Hassan Ben Mohamed (1347-1351) - Salah Eddin Saleh Ben Mohamed (1351-1354) - Nasser Hassan Ben Mohamed (1354-1361) - Salah Eddin Mohamed Ben Hagi (1361-1363) - Ashraf Zeen Eddin Ben Hassan (1363-1376) - Mansour Aladin Ben Shaban (1376-1381) - Salih Zeen Edin Hagi (1381-1382) |  | 1382-1517 - Al-Malik Az-Zahir Sayf ad-Din Barquq (1382-1399) - Farag Ben Barqooq (1399-1405) - Abd El-Aziz Ben Barqooq (1405) - Farag Ben Barqooq (1405-1412) - Muyaid Sheikh (1412-1421) - Ahmed Ben Muyaid (1421) - Zaher Tatar (1421) - Nasser Mohamed Ben Tatar (1421) - Ashraf Barsbay (1422-1438) - Aziz Gamal Ben Barsabay (1438) - Zaher Gaqmaq (1438-1453) - Mansour Osman Ben Gaqmaq (1453) - Ashraf Inal (1453-1460) - Muayaid Ahmed Ben Inal (1460) - Zaher Khoshkadam (1461-1467) - Seif Eddin Yalbai (1467) - Zaher Tamarbagha (1467) - Khair Bey (1467) - Ashraf Qaitbay (1468-1496) - Ashraf Mohamed Ben Qaitbay (1496-1497) - Qansuh Khumsamaah (1497) - Ashraf Mohamed Ben Qaitbay (1497-1498) - Qansuh Ashrafi (1498-1500) - Ganblat (1500-1501) - Adel Tumanbay I (1501) - Ashraf Qansuh Ghori (1501-1516) - Tumanbay II (1517) |

## Ottomaanse tijd
| 1517-1876 - Selim I (1517-1520) - Süleyman I (de Grote) (1520-1566) - Selim II (1566-1574) - Murat III (1574-1595) - Mehmet III (1595-1603) - Ahmed I (1603-1617) - Mustafa I (1617-1618) - Osman II (Jonge Osman-13 jaar oud-) (1618-1622) - Mustafa I (2e Keer) (1622-1623) - Murat IV (1623-1640) - Ibrahim I (1640-1648) - Mehmet IV (1648-1687) - Süleyman II (1687-1691) - Ahmed II (1691-1695) - Mustafa II (1695-1703) - Ahmed III (1703-1730) - Mahmut I (1730-1754) - Osman III (1754-1757) - Mustafa III (1757-1774) - Abdülhamit I (1774-1789) - Selim III (1789-1807) - Mustafa IV (1807-1808) - Mahmut II (1808-1839) - Abdülmecit (1839-1861) - Abdülaziz (1861-1876) - Murat V (1876) |  | - Mohammed (1805-1848) - Ibrahim (1848) - Mohammed (1848-1849) - Abbas I (1849-1854) - Said (1854-1863) - Ismael 1863-1876 |

## Moderne tijd
| 1876-1914 - Ismael (1876-1879) - Tawfiq (1879-1892) - Abbas II (1892-1914) |  | 1914-1922 - Hoessein Kamil (1914-1917) - Foead I (1917-1922) |  | 1922-1953 - Foead I (1922-1936) - Faroek (1936-1952) - Foead II (1952-1953) |  | 1953-heden - Mohammed Naguib (1953-1954) - Gamal Abdel Nasser (1954-1970) - Anwar al-Sadat (1970-1981) - Hosni Moebarak (1981-2011) - Mohammed Hoessein Tantawi Soliman (2011-2012) - Mohamed Morsi (2012-2013) - Adly Mansour (2013-2014) - Abdul Fatah al-Sisi (2014-heden) |